# Matteo Trentin
Matteo Trentin (født 2. august 1989 i Borgo Valsugana) er en italiensk cykelrytter, der kører for det professionelle cykelhold Tudor Pro Cycling Team.
Trentin blev professionel i 2011. Blandt hans flotteste resultater er sejren på 7. etape af Tour de France 2014, hvor han vinder over Peter Sagan med få centimeter, afgjort på målfoto. Han har desuden vundet ydereligere en etape i Tour de France (2013), samt en etape i både Giro d'Italia (2016) og én i Vuelta a España (2017). Med denne sejr blev han nr. 100 til at vinde etaper i alle tre Grand Tours. Han har efterfølgende vundet yderligere to Vuelta etaper i 2017.
I oktober 2015 blev han den 12. rytter til at sætte hastigheds-rekord i cykelløb/etaper på mere end 200 km og tildelt Ruban Jaune-trofæet (dk: Det gule bånd).